# Гамбург-Альтенгамме
Альтенгамме (нім. Altengamme) — частина району Бергедорф вільного та ганзейського міста Гамбург. Це одна із чотирьох частин району Бергедорф, які разом утворюють місцевість Фірланде. Альтенгамме — крайня частина на сході ганзейського міста, яка розташована на північному березі Ельби.